# Ladies' Night in a Turkish Bath
Ladies' Night in a Turkish Bath es una película de comedia mudo de 1928 dirigida por Edward F. Cline. Esta basada en la obra de 1920 Ladies' Night de Charlton Andrews y Avery Hopwood. Fue estrenada el 1 de abril de 1928 por First National Pictures.

## Reparto
- Dorothy Mackaill como Helen Slocum
- Jack Mulhall como "Speed" Dawson
- Sylvia Ashton como Ma Slocum
- James Finlayson como Pa Slocum
- Guinn "Big Boy" Williams como Sweeney
- Harvey Clark como Mr. Spivens
- Reed Howes como Edwin Leroy
- Ethel Wales como Mrs. Spivens
- Fred Kelsey como Detective
- Andreva Nunée como bailarina (Sin acreditar)
- Fred Toones como asistente de peluquería (Sin acreditar)

## Preservación
Una copia de Ladies' Night in a Turkish Bath se encuentra en el Archivo de Cine y Televisión de la UCLA.